# Salvarani
Salvarani was een Italiaanse wielerploeg die werd opgericht in 1963 en opgeheven in 1972. De hoofdsponsor, Salvarani, was een Italiaanse keukenfabrikant. 

## Bekende ex-renners
- Felice Gimondi
- Walter Godefroot
- Antoine Houbrechts
- Roberto Poggiali
- Dino Zandegu
- Vittorio Adorni
- Tommaso De Prà